# 1907 en philosophie
Chronologie de la philosophie
- 1903
- 1904
- 1905
- 1906
- 1907
- 1908
- 1909
- 1910
- 1911

L’année 1907 a été marquée, en philosophie, par les événements suivants :

## Publications
- Hastings Rashdall (en), The Theory of Good and Evil
- Henri Bergson, L'Évolution créatrice

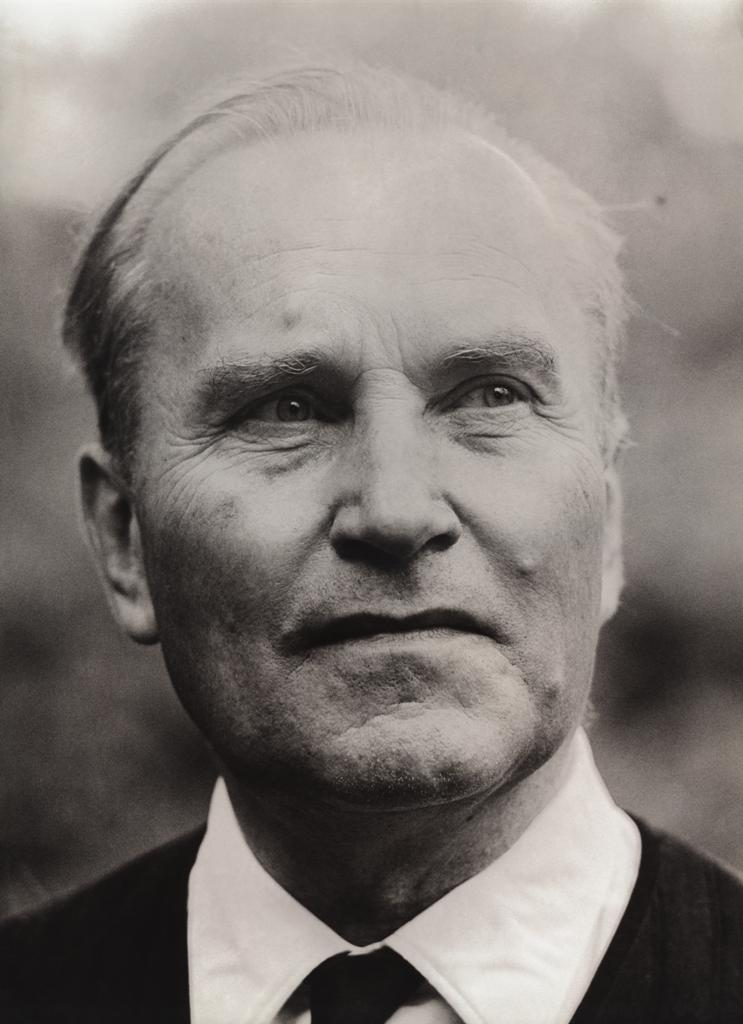
Jan Patočka (1907-1977)
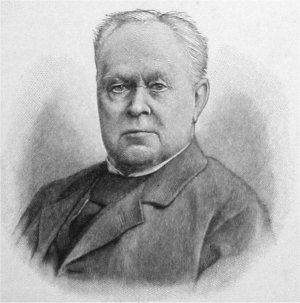
Kuno Fischer (1824-1907)
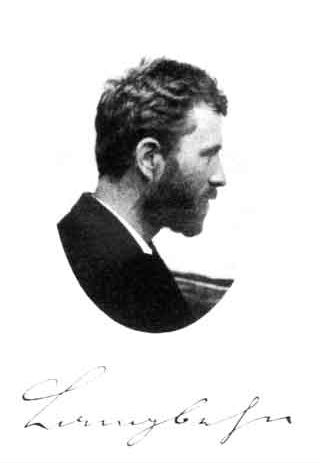
Julius Langbehn (1851-1907)

## Naissances
- 8 janvier : Jean Hyppolite (-1968)
- 9 janvier : Guido Morpurgo-Tagliabue (-1997)
- 11 janvier : Abraham Joshua Heschel (-1972)
- 26 avril : Leo Kofler (-1995)
- 1 juin : Jan Patočka (-1977)
- 18 juillet : Frithjof Schuon (-1998), Herbert Hart (-1992)
- 27 juillet : Gregory Vlastos (-1992)
- 22 septembre : Maurice Blanchot (-2003)
- 6 novembre : Renato Treves (-1992), italiensk filosof og sosiolog (død 1992)
- 30 novembre : Jacques Barzun (-2012)
- 16 décembre : Albino Galvano (-1990)

## Décès
- 30 avril : Julius Langbehn (Allemagne, 1851-)
- 1 juillet : John Mourly Vold (Norvège, 1850-)
- 5 juillet : Kuno Fischer (Allemagne, 1824-)
- 27 juillet : Edmond Demolins (France, 1852-)
- 11 septembre : Octave Hamelin (France, 1856-)